# Execration
Execration ist eine norwegische Death-Metal-Band aus Oslo, die im Jahr 2004 gegründet wurde.

## Geschichte
Die Band wurde im Jahr 2004 gegründet. 2007 erschien die EP Language of the Dead beim Label Entartete Musik. Im August des Folgejahres schloss sich über Vendlus Records das Debütalbum Syndicate of Lethargy an. Im Jahr 2009 trat die Band auf dem Inferno Metal Festival Norway auf. Ein zweites Album erschien im Jahr 2011 unter dem Namen Odes of the Occult. 2012 trat die Gruppe erneut auf dem Inferno Metal Festival Norway auf. Das dritte Album Morbid Dimensions erschien im Jahr 2014 bei Duplicate Records und Hells Headbangers Records.

## Stil
Laut dem Facebook-Profil der Band bezieht sie für Odes of the Occult Einflüsse aus dem Death Metal, Doom Metal und Black Metal. Andreas Schiffmann vom Rock Hard gab an, dass die Band die Grenzen zwischen Death- und Black-Metal verschwimmen lässt. Im Interview mit Schiffmann gab der Schlagzeuger Cato Syversrud an, dass die Band zwar unterbelichtete Fotos mit Pentagrammen  schießt, dies aber kein Glaubensbekenntnis sei, sondern die Themen von Morbid Dimensions wie Portale, Transformation, Tod und Umbruch symbolisieren sollen. Die Lieder würden von allen Mitgliedern gemeinsam geschrieben werden, sodass jeder seine Ideen einbringe. Die Lieder würden immer live im Studio aufgenommen werden. Die Texte seien in der Vergangenheit von einem Außenstehenden geschrieben worden, was beim Album aus dem Jahr 2014 nicht mehr der Fall sei. Eine Ausgabe zuvor hatte Schiffmann das Album rezensiert und beschrieb die Musik als Death Metal mit leichten Black-Metal-Einflüssen. Er ordnete die Musik der zweiten Black-Metal-Welle zu, in der die Grenzen zwischen Black- und Death-Metal verschwommen seien. Die Musik sei mit der von Negative Plane vergleichbar. Zudem gebe es auch Doom-Metal-Passagen, die er als hypnotisch empfand. Zudem habe die Musik einen progressiven Charakter und der Gesang sei knurrend.

## Diskografie
- 2007: Language of the Dead (EP, Entartete Musik)
- 2008: Syndicate of Lethargy (Album, Vendlus Records)
- 2010: Oslo We Rot (Split mit Diskord, Obliteration und Lobotomized, Unborn Productions)
- 2011: Odes of the Occult (Album, Duplicate Records / Vendlus Records)
- 2014: Morbid Dimensions (Album, Duplicate Records / Hells Headbangers Records)
- 2017 Return to the Void (Album, Metal Blade Records)